# Пампа

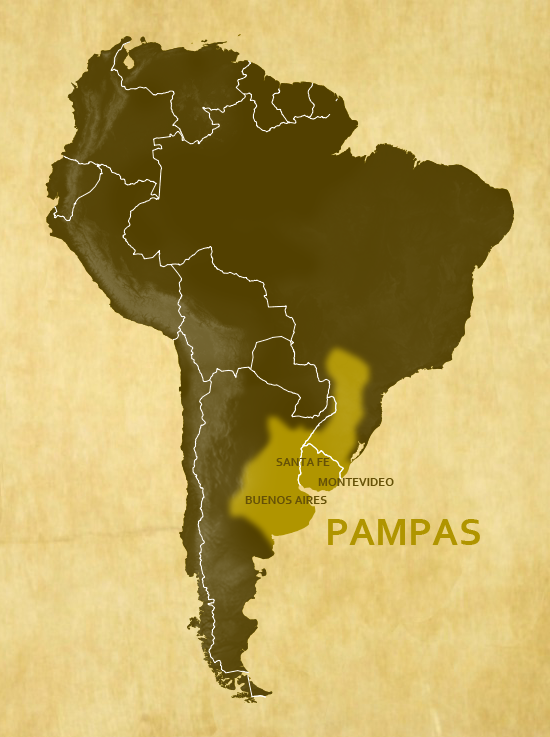
Пампа на мапі Південної Америки

Па́мпа або пампа́си (від кеч. pampa — «рівнина») — родючі південноамериканські рівнини зі степовою рослинністю, що вкривають аргентинські провінції Буенос-Айрес, Ла-Пампа, Санта-Фе і Кордова, більшу частину Уругваю і бразильський штат Ріу-Гранді-ду-Сул, загальною площею понад 750 тис. км².
Ці рівнини перериваються пагорбами Вентана і Танділ біля аргентинських міст Баїя-Бланка і Танділь, висотою близько 1300 м і 500 м відповідно, на південному заході стають більш посушливими і переходять у Гран-Чако.
Клімат цього району м'який, з опадами від 600 до 1200 мм на рік, приблизно рівномірно розподіленими протягом року, що робить ґрунти дуже придатними до сільського господарства. Пампа є основною сільськогосподарською областю Аргентини і використовується головним чином для скотарства. Пампа стає усе більш посушливою в міру віддалення від Атлантичного океану. Клімат пампи плавно змінюється від субтропічного на півночі до семіаридного на півдні. На сході коливання температури між літом та зимою менш значні, на заході клімат має більш континентальний характер.
Ця територія являє собою одну з відмітних фізико-географічних провінцій рівнинної частини басейну річок Парагвай і Парана.
Ґрунти в пампі мають сіро-коричневий колір. Також ці ґрунти мають значний шар гумусу (до 40 см) і є дуже родючими. На них росте багато видів рослинності (пампасова трава, бородань, тонконіг тощо).